# Friedrich Oltmanns
Johann Friedrich Oltmanns (* 11. Juli 1860 in Oberndorf an der Oste; † 13. Dezember 1945 in Freiburg im Breisgau) war ein deutscher Botaniker. Sein offizielles botanisches Autorenkürzel lautet „Oltm.“

## Leben
Friedrich Oltmanns begann sein Studium im Jahre 1880 an der Universität Jena und war dort unter anderem Schüler des Botanikers Eduard Strasburger. Ab dem Wintersemester 1881/82 Studium an der Universität Berlin. Er wurde 1884 in Straßburg bei Heinrich Anton de Bary promoviert. In den folgenden Jahren war Friedrich Oltmanns Assistent an der Universität Rostock, wo er sich 1886 habilitierte. Im Jahr 1893 erhielt er einen Ruf als außerordentlicher Professor für pharmazeutische Botanik an die Albert-Ludwigs-Universität in Freiburg im Breisgau. 1902 folgte dann die Ernennung zum Ordinarius für Botanik und Pharmakognosie sowie zum Direktor des Botanischen Gartens.
Oltmanns forschte vor allem auf dem Gebiet der Algen. Aus diesen Arbeiten ging sein Standardwerk „Morphologie und Biologie der Algen“ hervor. Außerdem wurde Oltmanns für seine Beschreibung der Vegetation des Schwarzwaldes in den Bänden „Pflanzenleben des Schwarzwaldes“ bekannt. 1930 wurde Oltmanns emeritiert.
Mehrere seiner Schüler wurden später bekannte Botaniker, so unter anderem Hans Burgeff, Alfons Köckemann, Walter Kotte, Kurt Noack, Erich Oberdorfer, Friedrich Oehlkers, Felix Rawitscher, Hermann Otto Sleumer, Peter Stark, Otto Stocker und Walter Zimmermann. Rawitscher und Hans Kniep arbeiteten als Assistenten bei Oltmanns.
Seit 1921 war Oltmanns korrespondierendes Mitglied der Preußischen Akademie der Wissenschaften. 1935 wurde er zum Mitglied der Leopoldina berufen. Der Heidelberger Akademie der Wissenschaften gehörte er seit 1909 als außerordentliches Mitglied an.

## Zeugnis über Oltmanns
Karl Ritter von Goebel in einem Brief an Anton de Bary am 1. Juni 1886: „Er ist zu jeder Arbeit willig (und daran haben wir keinen Mangel), und – wie das dem Apothekersohn ziemt – praktisch. Auch in der Fakultät hat er während meiner Abwesenheit durch den Eifer, mit dem er seinen Obliegenheiten nachkam, allgemein gefallen. Als einzigen Schatten kann ich, um das Bild nicht zu hell zu machen, eine sonderbare Ungeschicklichkeit im Präparieren, soweit es sich nicht um Schneiden handelt, anführen. Indes, das ist Übungssache und wird sich geben.“

## Ehrungen
Im Jahr 1940 erhielt er die Goethe-Medaille für Kunst und Wissenschaft.
Nach Oltmanns benannt sind die Algengattungen Oltmannsia J.Schiller und Oltmannsiella W.Zimm.
In der Freiburger Unterwiehre ist eine Straße nach Oltmanns benannt.

## Schriften (Auswahl)
- 1889: Beiträge zur Kenntniss der Fucaceen
- 1920: Die Geschichte der Pflanzenwelt Badens
- 1922: Morphologie und Biologie der Algen (3 Bände)
  - Band 1: Chrysophyceae, Chlorophyceae.
  - Band 2: Phaeophyceae, Rhodophyceae
  - Band 3: Morphologie, Fortpflanzung, die Ernährung der Algen, der Haushalt der Gewässer, die Lebensbedingungen, Vegetations-Perioden, das Zusammenleben
- 1922: Das Pflanzenleben des Schwarzwaldes (2 Bände)
  - Band 1: Text
  - Band 2: Bilder und Karten